# 143
| 143                |
| ------------------ |
| Dødsfald - Fødsler |
|                    |

| Gregoriansk kalender | 143 CXLIII              |
| Ab urbe condita      | 896                     |
| Armensk kalender     | I/T                     |
| Kinesiske kalender   | 2839 – 2840 壬午 – 癸未 |
| Etiopisk kalender    | 135 – 136               |
| Jødisk kalender      | 3903 – 3904             |
| Hindukalendere       |                         |
| - Vikram Samvat      | 198 – 199               |
| - Shaka Samvat       | 65 – 66                 |
| - Kali Yuga          | 3244 – 3245             |
| Iransk kalender      | 479 BP – 478 BP         |
| Islamisk kalender    | 494 BH – 493 BH         |

Se også 143 (tal)